# Police Rescue
Police Rescue (en español: Policía al Rescate), es un drama policiaco australiano, que comenzó sus transmisiones el 15 de marzo de 1989 por medio de la cadena ABC y terminó sus transmisiones el 22 de noviembre de 1996.
La serie fue dirigida por Michael Carson Scott Hartford-Davis y contó con la participación de actores como Cate Blanchett, Richard Roxburgh, Russell Crowe, Nash Edgerton, Joel Edgerton, Claudia Black, John Noble, Robert Mammone, Peter Phelps, Jack Campbell, Scott Major, Tara Morice, Roy Billing, Felix Williamson, Brian Vriends, Tim Campbell, Sandy Winton, Tammy MacIntosh, John Jarratt, Delta Goodrem, Bec Hewitt, Jessica Napier, Helmut Bakaitis, Jamie Croft, Ada Nicodemou, entre otros...
En 1996 la cadena anunció que después de cinco temporadas la serie sería cancelada.

## Historia
La serie se centró en los policías de Nueva Gales del Sur que tenían su base en Sídney, Australia; en cómo lideaban con sus vidas privadas al mismo tiempo que buscaban y atrapaban a los criminales ya sean incidentes en tráfico o por tren.

## Personajes
| Actor             | Personaje                    | Trabajo            | No, de episodios | Temporada         |
| ----------------- | ---------------------------- | ------------------ | ---------------- | ----------------- |
| Gary Sweet        | Steve "Mickey" McClintock    | Sargento           | 59               | 1989 - 1996       |
| Sonia Todd        | Georgia Rattray              | Sargento           | 58               | 1989 - 1996       |
| Steve Bastoni     | Yiannis "Angel" Angelopoulos | Oficial Mayor      | 57               | 1991 - 1996       |
| John Clayton      | Bill Adams                   | Inspector          | 58               | 1989 - 1996       |
| Belinda Cotterill | Sharyn Elliott               | -                  | 32               | 1992 - 1994, 1996 |
| Frank Holden      | Glenn "Spider" Webb          | Sargento Mayor     | 19               | 1994 - 1996       |
| Salvatore Coco    | Joe Cardillo                 | Oficial de Policía | 9                | 1995 - 1996       |
| Leah Purcell      | Tracy Davis                  | Oficial de Policía | 9                | 1995 - 1996       |

### Personajes Recurrentes
| Actor           | Personaje           | Ocupación          | N.º de episodios | Duración    |
| --------------- | ------------------- | ------------------ | ---------------- | ----------- |
| Gia Carides     | Helena Angelopoulos | -                  | 7                | 1992 - 1993 |
| Lani John Tupu  | David Goldberg      | -                  | 7                | 1992        |
| Kerry Armstrong | Des McClintock      | -                  | 4                | 1990 - 1991 |
| Deborah Kennedy | Bronwyn Catteau     | -                  | 4                | 1990 - 1992 |
| Debra Byrne     | Maria Mellick       | -                  | 2                | 1990 - 1992 |
| Harold Hopkins  | Tony Fuller         | Detective de NARC  | 2                | 1990 - 1992 |
| Daniel Rigney   | Lohmeier            | Oficial de policía | 2                | 1993        |

### Antiguos Personajes
| Actor            | Personaje                | Ocupación          | N.º de episodios | Duración    |
| ---------------- | ------------------------ | ------------------ | ---------------- | ----------- |
| Tammy MacIntosh  | Kathy Orland             | Oficial de Policía | 35               | 1992 - 1995 |
| Jeremy Callaghan | Brian Morley             | Oficial de Policía | 30               | 1992 - 1995 |
| Doug Scroope     | Percy "Ptomaine" Warren  | Oficial de Policía | 28               | 1989 - 1993 |
| Steve Bisley     | Kevin "Nipper" Harris    | Sargento Mayor     | 26               | 1992 - 1995 |
| Marshall Napier  | Fred "Frog" Catteau      | Sargento           | 20               | 1989 - 1992 |
| Tim McKenzie     | Peter "Ridgy" Ridgeway   | Sargento Mayor     | 14               | 1989 - 1990 |
| Peter Browne     | Trevor "Sootie" Coledale | Oficial de Policía | 14               | 1989 - 1990 |
| Ada Nicodemou    | Anastasia Skouras        | Recepcionista      | 12               | 1994 - 1995 |
| Zoe Carides      | Lorrie "Flash" Gordon    | Oficial de Policía | 1                | 1994        |

## Episodios
La serie estuvo conformada por cinco temporadas y se transmitieron 61 episodios más el piloto el cual duró 90 minutos y fue estrenado en 1989. 

## Premios y nominaciones
| Año  | Categoría            | Premio             | Nominado (a)  | Resultado |
| ---- | -------------------- | ------------------ | ------------- | --------- |
| 1996 | Most Popular Actor   | Silver Logie Award | Gary Sweet    | Nominado  |
| 1996 | Most Popular Drama   | Logie Award        | Police Rescue | Ganó      |
| 1994 | Most Popular Actress | Silver Logie Award | Sonia Todd    | Ganó      |
| 1994 | Most Popular Actor   | Silver Logie Award | Gary Sweet    | Ganó      |
| 1994 | Most Popular Drama   | Logie Award        | Police Rescue | Ganó      |
| 1992 | Most Popular Actor   | Silver Logie Award | Gary Sweet    | Nominado  |

## Producción
La serie fue producida por ABC y Southern Star Xanadu en asociación con la BBC.
La serie fue conocida como "Gefährlicher Einsatz" en Alemania, "Polizia Squadra Soccorso" en Italia y "Sydney Police" en Francia.
La película Police Rescue: The Movie fue estrenada el 17 de marzo de 1994 con una duración de 94 minutos, fue dirigida por Michael Carson, producida por John Edwards, escrita por Edwards, Sandra Levy y Debra Oswald, la música fue de John Clifford White, la cinematografía estuvo bajo el cargo de Russell Bacon, editada por Christopher Spurr y distribuida por United International Pictures. En taquilla se obtuvo $658,814.
La película estuvo protagonizada por Gary Sweet, Zoe Carides, Steve Bastoni, Jeremy Sims, John Clayton, Tammy MacIntosh, Jeremy Callaghan, Belinda Cotterill, Cate Blanchett, Rel Hunt y Sonia Todd.
La serie fue bien recibida durante las cuatro primeras temporadas, sin embargo la serie comenzó a perder espectadores a principios de 1996 lo que ocasionó que la serie finalmente fuera cancelada.

### Emisión en otros países
| País        | Cadenas |
| ----------- | ------- |
| Alemania    | VOX     |
| Dinamarca   | TV3     |
| Francia     | TF1     |
| Holanda     | TV3     |
| Italia      | T9      |
| Irlanda     | RTÉ     |
| Noruega     | TV3     |
| Reino Unido | Sky One |
| Suecia      | TV3     |